# Amy Price-Francis
Amy Price-Francis (* 16. září 1975) je britsko-kanadská herečka, která je známá zejména ztvárněním role detektiva Jessiky Kingové v televizním seriálu King. Zároveň se objevila i v několika filmech, nověji například ve snímcích Padesát odstínů temnoty (2017) a Padesát odstínů svobody (2018).